# Slava Raškaj

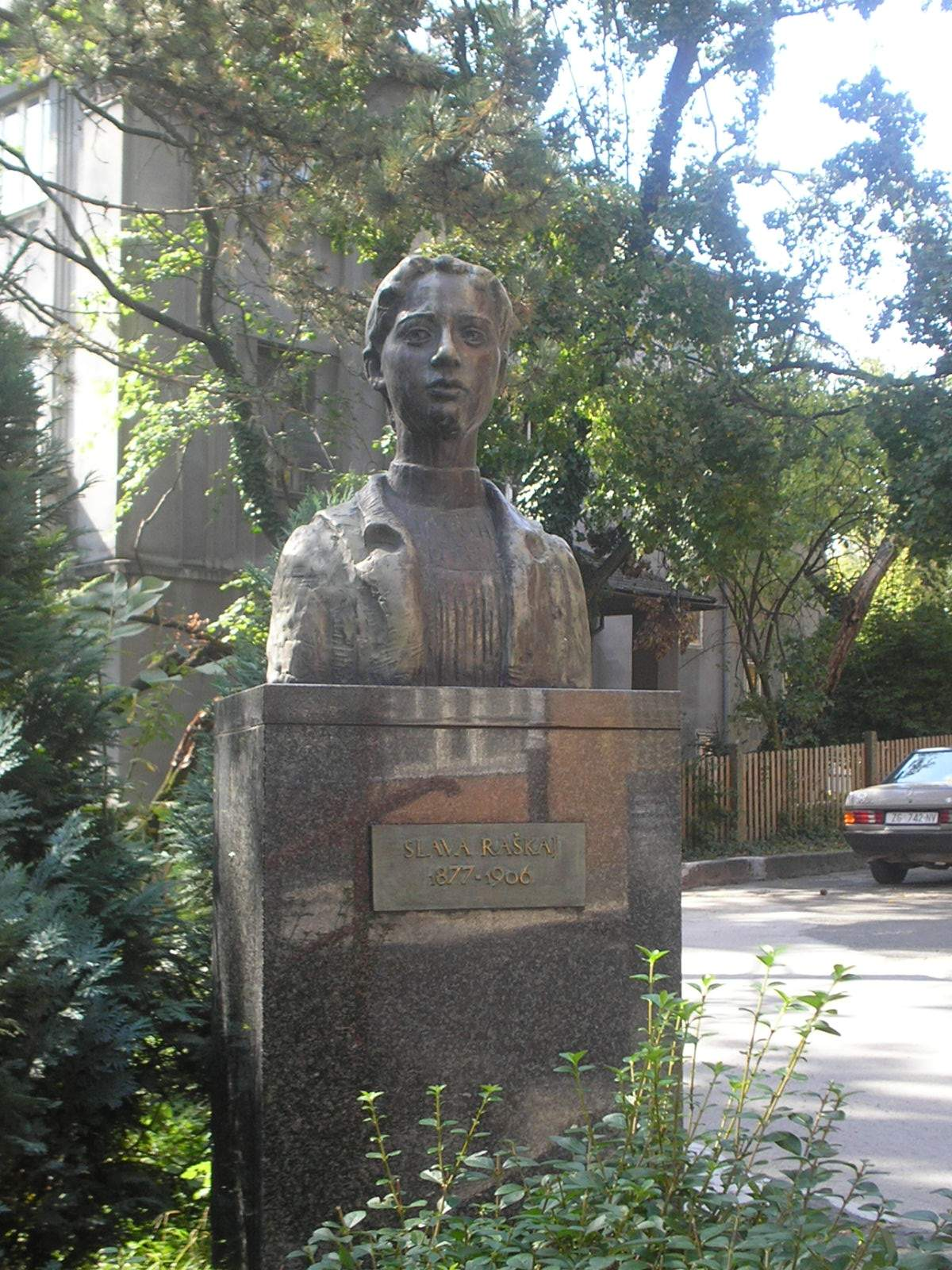
Slava Raškaj mellszobra Zágrábban

Slava Raškaj (Ozaly, 1877. január 2.– Stenjevac, Zágráb, 1906. március 29.) horvát festő.

## Élete
A születésétől siket Slava 1885–93-ig Bécsben nevelkedett speciális tanintézetben. Rajztehetségét ott fedezték fel. 1895-ben Izidor Kršnjavi segítségével Zágrábba került a Ilica utcai Siketnéma Intézetbe. Leányok számára szervezett, kétéves művészi és ipari rajztanfolyamot végzett, és 1896-tól Bela Čikoš Sesija tanítványa volt. A Siketnéma Intézetben kis műterem állt rendelkezésére.
Ozalyba visszatérve főleg a szabadban festett. Loborban, Rijekában, Zlatarban, Raholcán és Opatijában tett rövid útjain tájképeket festett. Portréfestészettel is foglalkozott. 1898-tól vett részt kiállításokon Zágrábban, Moszkvában és Szentpéterváron. Az impresszionizmus és a szecesszió felé hajló, kiváló technikával festett akvarell tájképei, csendéletei elárulják természetszeretetét. 1902-ben krónikus és súlyos depresszió, valamint pszichikai zavarok tették szükségessé intézeti kezelését. 1906-ban, fiatalon halt meg.

## Galéria

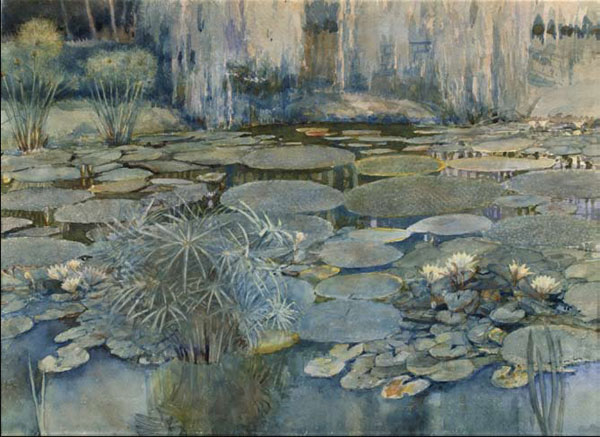
Tavirózsák
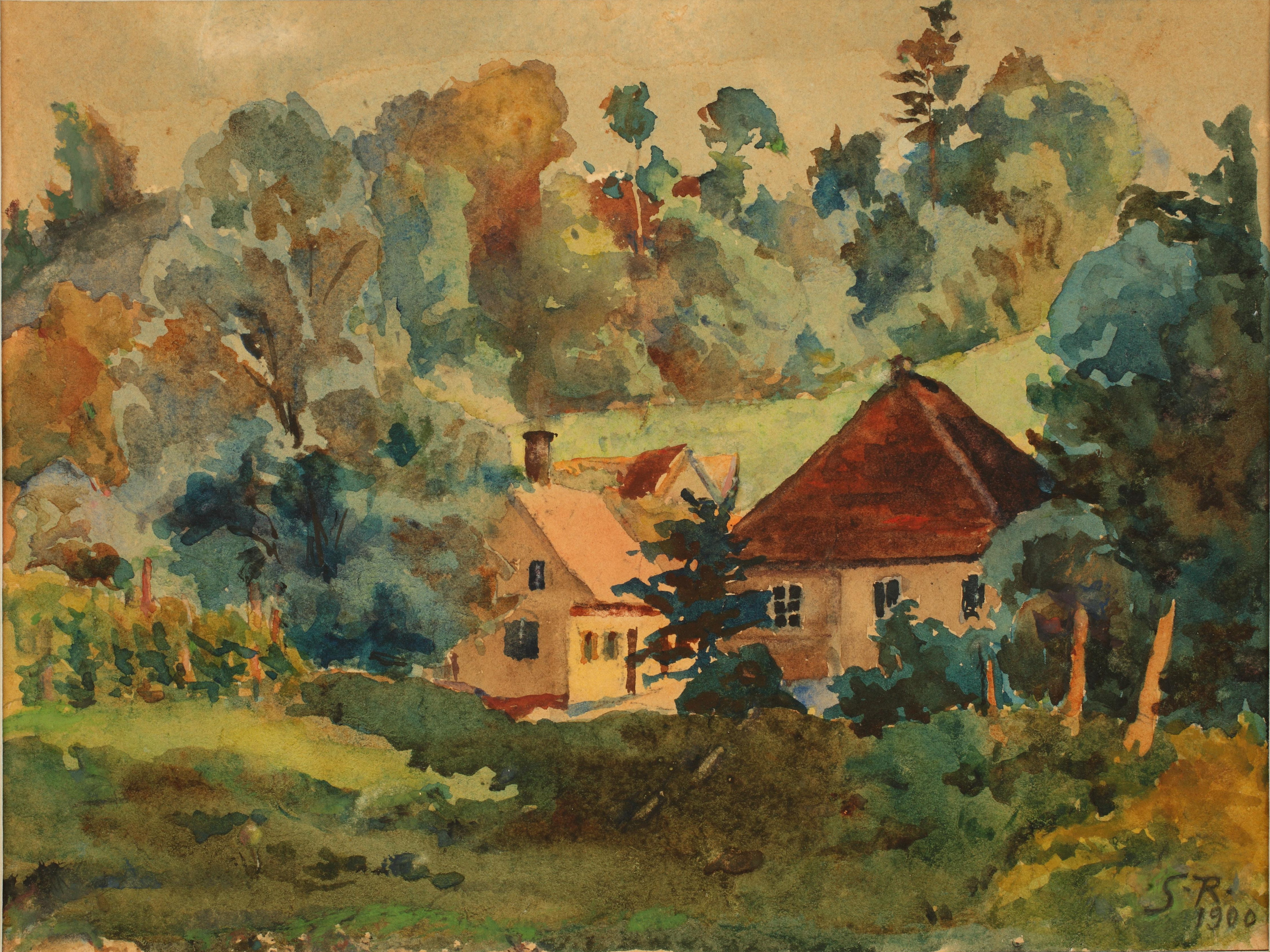
Tájkép házakkal
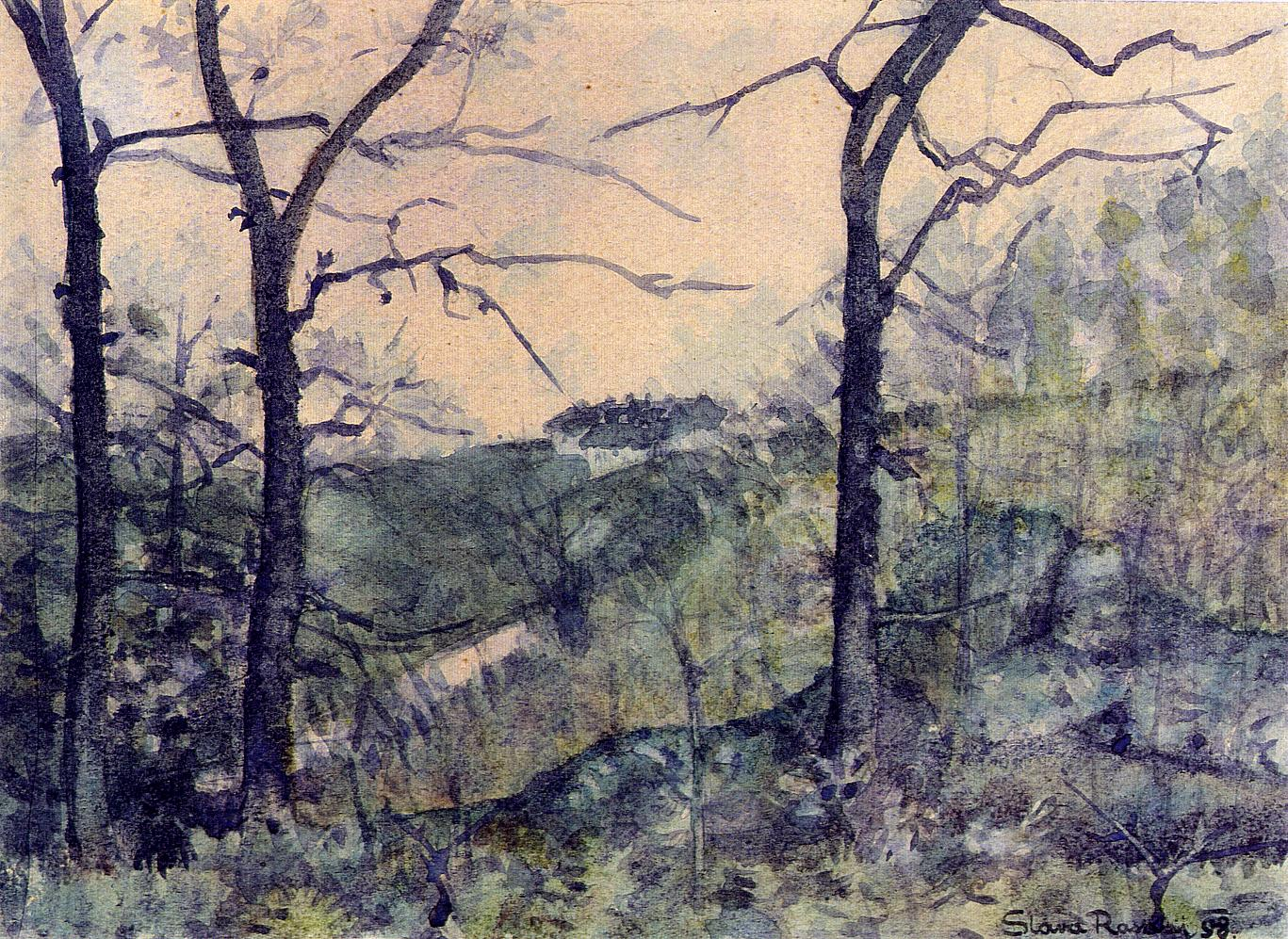
Kilátás Ozalyra
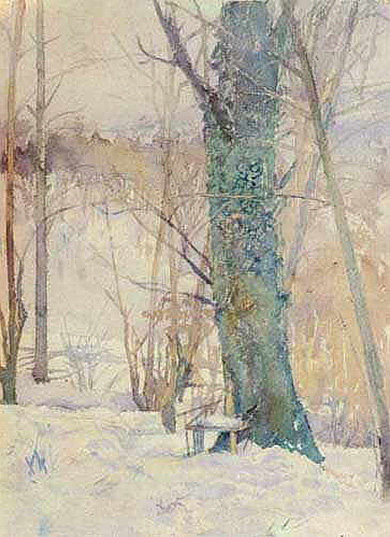
Havas fák